# Xenochalepus signaticollis
Xenochalepus signaticollis là một loài bọ cánh cứng trong họ Chrysomelidae. Loài này được Blay miêu tả khoa học năm 1885.